# Southwest Experimental Fast Oxide Reactor
Le Southwest Experimental Fast Oxide Reactor (SEFOR, en français : « réacteur expérimental à oxyde rapide du Sud-Ouest ») est un réacteur surgénérateur localisé à Cove Creek Township. Il s'agit d'un réacteur expérimental fonctionnant au combustible MOX et refroidi au sodium et d'une puissance de 20 MWt (puissance thermique). Il a fonctionné de 1969 à 1972.
Il a été exploité par General Electric et financé par le gouvernement des États-Unis via la Southwest Atomic Energy Associates, un consortium à but non lucratif formé par 17 compagnies d'électricité du Southwest Power Pool et des agences nucléaires européennes.

## Démantèlement
Le combustible et le sodium irradié ont été retirés en 1972. 
En septembre 2016, l'Université de l'Arkansas a reçu une subvention de 10,5 millions de dollars du département de l'énergie pour mettre hors service et démanteler le site. Le coeur radioactif de 38 tonnes a été enlevé par grue et placé dans un récipient de confinement en acier le 16 octobre 2018. Le récipient a ensuite été soudé et expédié hors de l'État,,.